# Anderson Santos Silva
Anderson Santos Silva (* 14. Dezember 1981 in Tapiramutá) ist ein ehemaliger brasilianischer Fußballspieler.

## Karriere
Anderson begann seine Karriere 2001 bei Rio Branco AC. 2002 wechselte er zum Erstligisten EC Juventude. 2004 wechselte er zum Zweitligisten Portuguesa. 2005 unterschrieb er einen Vertrag beim polnischen Lech Posen. Von 2006 bis 2007 war er bei Pogoń Stettin unter Vertrag. 2007 wechselte er zum japanischen Erstligisten Yokohama FC. Sommer 2007 kehrte er nach Brasilien zurück und unterschrieb einen Vertrag beim Zweitligisten Santa Cruz FC. Am Ende der Série B 2007 stieg der Verein in die dritte Liga ab. Von 2008 bis 2009 spielte er beim polnischen Arka Gdynia. Danach spielte er bei CE Bento Gonçalves, Galícia EC und Catuense.